# یوجنیو لامانا
یوجنیو لامانا (انگلیسی: Eugenio Lamanna؛ زادهٔ ۷ اوت ۱۹۸۹) بازیکن فوتبال اهل ایتالیا است.
از باشگاه‌هایی که در آن بازی کرده‌است می‌توان به باشگاه فوتبال اسپتزیا، باشگاه فوتبال باری، باشگاه فوتبال روبور سیه‌نا، باشگاه فوتبال جنوآ، و باشگاه فوتبال کومو اشاره کرد.